# Oliver Christensen
Oliver Christensen, född 22 mars 1999 i Kerteminde, är en dansk fotbollsmålvakt som spelar för Fiorentina och Danmarks landslag.

## Klubbkarriär
Den 26 augusti 2021 värvades Christensen av tyska Hertha Berlin, där han skrev på ett femårskontrakt. Den 10 augusti 2023 värvades Christensen av italienska Fiorentina.

## Landslagskarriär
Christensen debuterade för Danmarks landslag den 11 november 2020 i en landskamp mot Sverige. 
I november 2022 blev Christensen uttagen i Danmarks trupp till VM 2022.